# Haus der Deutschen Weinstraße

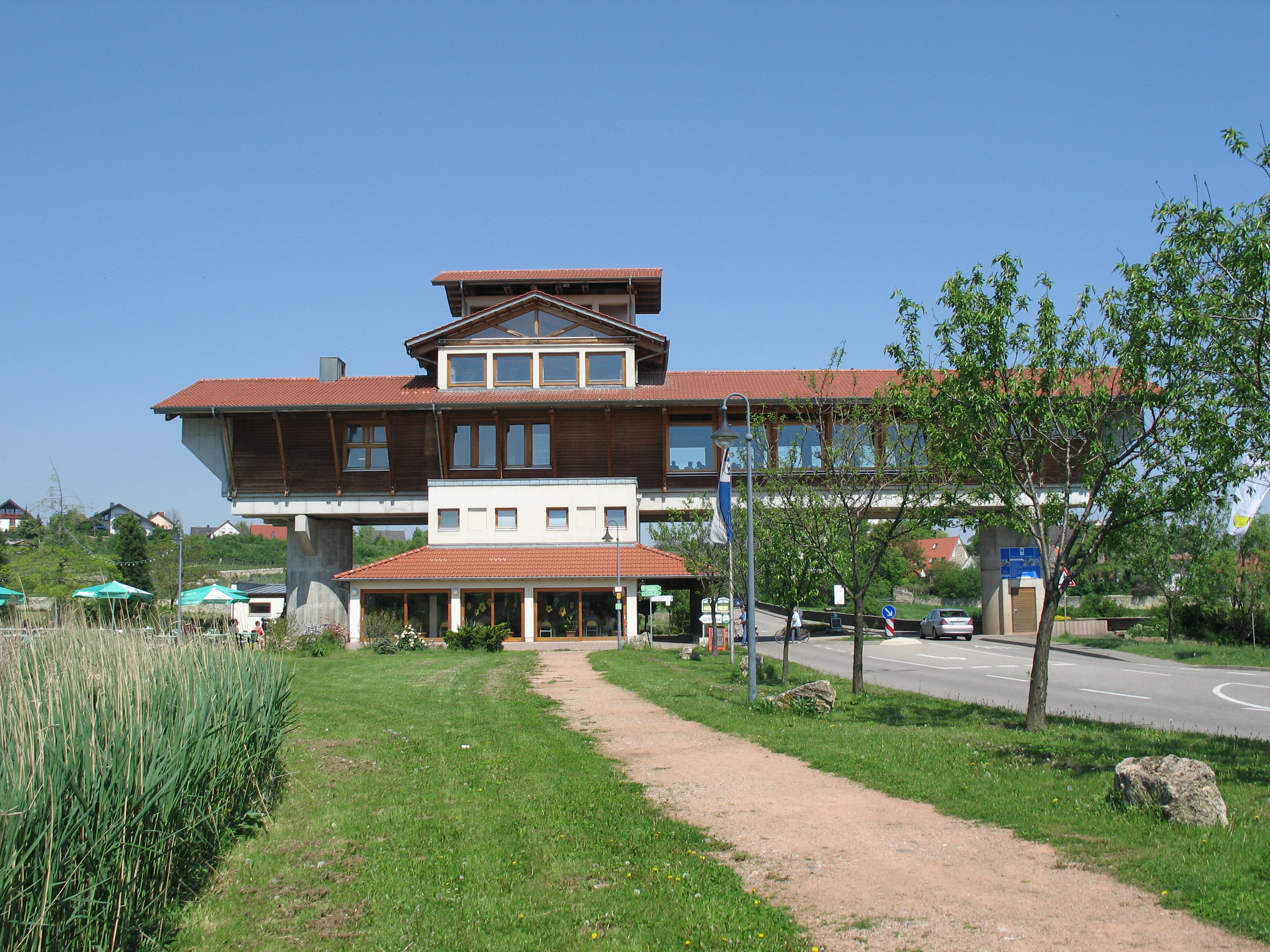
Haus der Deutschen Weinstraße over de B 271

Het Haus der Deutschen Weinstraße in de Paltser gemeente Bockenheim in de Duitse deelstaat Rijnland-Palts markeert sinds 1995 het noordelijke einde van de Deutsche Weinstraße.

## Gebouw
Het Haus der Deutschen Weinstraße is, als architectonische bijzonderheid, uitgevoerd als brugrestaurant dat de Weinstraße als brug overspant. Qua stijl is het gebouw geïnspireerd op een Romeins Castra, de gevels zijn vooral uit hout opgetrokken en de balken liggen deels vrij. In tegenstelling tot veel brugrestaurants is er hier slechts aan een kant van de weg een ingang. Het restaurant heeft 120 zitplaatsen. Sinds 2019 is het gebouw in gebruik als café.